# Tasmanophlebi lacuscoerulei
Tasmanophlebi lacuscoerulei é uma espécie de insecto da família Oniscigastridae.
É endémica da Austrália.